# Antonio Brunetti
Antonio Brunetti fue un compositor italiano. Era hijo del compositor Giuseppe Brunetti y nieto del compositor Giovanni Gualberto Brunetti. Tanto el lugar de su nacimiento como el de su muerte son desconocidos. En vida era considerado como oriundo de Pisa, pero no hay certeza de su nacimiento en tal ciudad.
Inició su propia actividad como compositor en 1786, año en el que escribe una ópera y un oratorio en Bologna. En los años sucesivos siguieron la puesta en escena de otros trabajos teatrales, continuando a componer para la ópera hasta el año 1815. Paralelamente fue muy activo también como maestro di cappella de la catedral de Chieti desde 1790 a 1800, de la Catedral de Urbino del 1810 al 1816 y por último del Duomo de Macerata desde 1816 hasta 1826. El 27 de diciembre de ese año fue nuevamente nombrado director de la Catedral de Urbino, donde se inastala, pero hasta poco tiempo después, el 22 de marzo de 1827. Fue sucesivamente maestro en Imola y finalmente en los últimos años de vida desarrolló actividades de empresario teatral. 
Además de componer diversas óperas, escribe bastante música sacra 82 trabajos en total). Se lo encuentra en los archivos como miembro de la Academia Filarmónica de Bologna.

## Obras

### Óperas
- Lo sposo di tre e marito di nessuno (dramma giocoso, libretto di Filippo Livigni, 1786, Bologna)
- Le stravaganze di campagna (dramma giocoso, 1787, Venezia)
- Il Bertoldo (dramma giocoso, libretto di Lorenzo Da Ponte, 1788, Firenze)
- Vologeso re de' Parti (opera seria, libretto di Apostolo Zeno, 1789, Firenze)
- La serva alla moda (dramma giocoso, 1789)
- Demofoonte (pasticcio, 1791, Venezia)
- Fatima (1791, Brescia)
- Le nozze per invito, ossia Gli amanti capricciosi (dramma giocoso, 1791, Roma)
- Li contrasti per amore (dramma giocoso, 1792, Roma)
- Il pezzo glorioso (dramma giocoso, libretto di Giovanni Bertati, 1797, Roma)
- Il libretto alla moda (1808, Napoli)
- La colomba contrastata, ossia La bella carbonara (1813, Rimini)
- Amore e fedeltà alla prova' (1814, Bologna)
- La fedeltà coniugale (1815, Parma)

## Otros trabajos
- 82 piezas sacras (misas, motetes, salmos, antífonas, responsos, lamentaciones, etc.)
- Il sacrificio d'Ifisa (oratorio, 1786, Bologna)
- Ascoli avventurata (cantata, 1796, Fermo)
- Davide e Assalonne (oratorio, 1797, Chieti)
- La giustizia placata (cantata, 1799, Pianella)
- Betulia liberata (oratorio, libretto di Pietro Metastasio, 1799, Tagliacozzo)
- Il trionfo della religione, ossia Il martirio di San Pietro (oratorio, 1814, Urbino)
- Il presagio fortunato (cantata, 1826, Ancona)